# Wilma van Hofwegen
Willemina Cornelia Adriana (Wilma) van Rijn-van Hofwegen (Vlaardingen, 17 juli 1971) is een voormalig topzwemster uit Nederland, die namens haar vaderland tweemaal deelnam aan de Olympische Spelen: Atlanta (1996) en Sydney (2000). 
Bij dat laatste toernooi maakte de excentrieke sprintster, getrouwd met collega-zwemmer Michael van Rijn, deel uit van de estafetteploeg, die de zilveren medaille won op de 4x100 meter vrije slag. Haar collega's in die memorabele race waren Manon van Rooijen, Thamar Henneken en Inge de Bruijn.